# West Orange (New Jersey)
West Orange – jednostka osadnicza i jednocześnie gmina (Township) w Stanach Zjednoczonych, w stanie New Jersey, w hrabstwie Essex. W 2010 roku liczyła 46 207 mieszkańców.